# 马骏 (1969年)
马骏（1969年4月—），男，汉族，贵州毕节人，中国共产党。现任中共北京市委常委、统战部部长、市政协党组副书记、市残联主席。曾任中山大学党委常务副书记、北京师范大学校长、北京市副市长。

## 生平
1986年9月起分别在武汉大学、中国人民大学、美国内布拉斯加大学奥马哈分校求学，主修公共管理。

### 中山大学
2002年9月起，在中山大学政治与公共事务管理学院任教。2013年12月，任中山大学校长助理。2014年12月，任中山大学党委常委、副校长。2017年4月，任中山大学党委副书记、副校长。同年，调任江西省挂职锻炼，任南昌市人民政府副市长。2019年11月，升任中山大学党委常务副书记（正局级）、副校长。

### 北京
2022年5月，任北京师范大学党委副书记、校长（副部长级）。2024年3月，任北京市人民政府党组成员、副市长，不再任北京师范大学校长，次月当选北京市残联主席。
2025年6月27日，升任中共北京市委常委；7月4日起，兼任市委统战部部长、市政协党组副书记。